# 레네 슈나이더
레네 슈나이더(René Schneider, 1973년 2월 1일, 메클렌부르크포어포메른주 슈베린 ~)는 은퇴한 독일의 축구 선수이다.
그는 현역 시절 대부분을 한자 로스토크와 도르트문트에서 보냈다. 도르트문트 시절, 그는 1997년에 챔피언스리그 우승 메달을 획득하였는데, 그는 팀이 결승전에 진출한 이 시즌에 1경기 출전하였다. 그가 출전한 경기는 오세르와의 8강 1차전 경기로, 그는 이경기에서 득점도 기록하였다. 그는 그러나 결승전 스쿼드에서 제외되었다.
그는 독일 국가대표팀에서 활약한 전적이 있으며, UEFA 유로 1996에 참가했었다.